# Совер-Франсуа Моран
Совер-Франсуа Моран (фр. Sauveur-François Morand) — французький хірург, один з авторів Енциклопедії, або Тлумачного словника науки, мистецтва й ремесел.

## Біографія
Його прадід і дід були хірургами. Його батько Жан Моран майже тридцять років був головним хірургом у Домі Інвалідів і першим спробував ампутувати руку в суглобі лопаткою. Був зятем Жоржа Марешаля, першого хірурга Людовика XIV, а згодом і Людовика XV.
Моран навчався хірургії в Парижі й в 1724 році став демонстратором хірургії в Саду-дю-Руа, в 1730 році хірургом у паризькій клініці Шаріте (Hôpital de la Charité), а невдовзі після цього хірургом французької гвардії.
Моран був співзасновником Хірургічної академії (фр. Académie de chirurgie) і відзначився своїми зусиллями по спрощенню хірургії.
Він був піонером в урології Франції, провів весну 1729 року в лікарні Святого Томаса в Лондоні і там навчився новому методу англійського уролога Чезелдена вирізання ниркових каменів, латеральної літотомії промежини, методу, при якому сечовий міхур заповнюється водою.
Моран описав небезпеку операцій по видаленню каменів, що існувала того часу: з 812 пацієнтів, які були прооперовані в Шаріте, 255 померли. З 557 пацієнтів, які вижили, у багатьох розвинулися нориці.
Вважають, що він був першим, хто придумав позицію Тренделенбурга.
У 1766 році Моран зробив перший медичний опис антраксу (лат. pustule maligna) у людей.
На його честь названа шпора Морана — нижня з двох піднесень на медіальній стінці заднього рогу бічного шлуночка мозку, утворена бічним розширенням п'яткової борозни. 
Його син Жан Франсуа-Клеман (1726—1784) викладав анатомію та акушерство в школі акушерства і був членом Академії наук.

## Головні твори
- Traitè de la taille au haut appareil avec une lettre de M. Winslow sur la même matière. Paris, Cavelier, 1728. (Обробка від пояса до вищих відділів листом М. Вінслоу з цього ж питання.)
- Réfutation d'un passage du traité des operations de chirurgie. 1739. (Спростування уривку з трактату про хірургічні операції.)
- Discours dans lequel on prouve qu'il est nécessaire au chirurgien d'être lettre. 1743. (Виступ, у якому доводиться, що хірургу необхідно бути взірцем)
- Receuil d'expériences et d'observations sur la pierre. Avec François Brémond. 2 volumes, 1743.(Збірник досвіду та спостережень відносно каменів)
- Sur un enfant auquel il manquoit les deux clavicules, le sternum et les cartilages, qui dans l'état naturel l'attachent aux côtes. Histoire de l'Académie Royale des sciences, Paris, (1760), 1766: 47-48. (Опис дитини, у якої відсутні дві ключиці, грудина та хрящі, які в природному стані прикріплюють її до ребер)
- Sur un moyen d'arrêter le sang des artères sans le secours de la ligature. Mémoires de l'Académie Royale de Chirurgie, 1743—1774 (Про засіб для зупинки крові з артерій без допомоги лігатури.)
- Opuscules de chirurgie. 2 volumes. 1768, 1772. (Брошури з хірургії)